# David Liu
David Ruchien Liu (nacido en 1973) es un biólogo molecular y químico estadounidense. Es catedrático Richard Merkin, director del Instituto Merkin de Tecnologías Transformadoras de la Salud y vicepresidente del claustro de profesores del Instituto Broad de Harvard y el MIT; catedrático Thomas Dudley Cabot de Ciencias Naturales y catedrático de Química y Biología Química de la Universidad de Harvard; e investigador del Instituto Médico Howard Hughes.
El equipo de investigación de David Liu creó en 2019 una nueva técnica de edición genética que ha denominado "prime editing" (en español edición de calidad) que modifica la información genética con gran precisión que supera los riesgos de las técnicas existentes como es la CRISPR.